# Garden of Love
Garden of Love  is het 24e album van de Britse progressieve rock musicus Kevin Ayers. Het album is een uitgave van een oude opname van een concert dat september 1970 gegeven is door Ayers, Oldfield en Wyatt in de Queen Elizabeth Hall, in Londen.

## Tracklist
1. Garden of Love

## Bezetting
- Kevin Ayers: zang, gitaar
- Mike Oldfield gitaar, basgitaar
- Robert Wyatt drums, percussie

Met:
- David Bedford orgel, elektrische piano, vogelfluitjes
- Lol Coxhill saxofoon (sopraan / tenor)
- Sebastian Bell dwarsfluit
- Anthony Pay klarinet
- Antonia Cook hoorn
- Peter Reeve trompet
- Daryl Runswick
- David Atherton